# 双带金蝉蛛
双带金蝉蛛（学名：Phintella aequipeiformis）为跳蛛科金蝉蛛属的动物。分布于越南以及中国大陆的湖南等地。该物种的模式产地在越南。

## 外部連結
- 維基物種上的相關：双带金蝉蛛